# 틀렘센주

틀렘센주

틀렘센주(아랍어: ولاية تلمسان)는 알제리 북서부에 위치해 있는 주로, 틀렘센주의 주도는 틀렘센이며, 틀렘센주의 면적은 9,061km2이며, 틀렘센주의 인구는 2008년 기준으로 945,525명이다.